# Cherry Navarro
Alexis Enrique Navarro Velásquez, (Caripito, Estado Monagas, 9 de julio de 1944-Caracas, Venezuela, 28 de septiembre de 1967), más conocido como Cherry Navarro, fue un cantante y músico venezolano, fallecido prematuramente.

## Biografía
Era uno de los hijos del matrimonio formado por Manuel Rafael Navarro y María de Jesús Velásquez de Navarro. Vivió su infancia en su pueblo natal, Caripito, estado Monagas, específicamente en el populoso barrio Los Cerritos. A los 14 años cumplidos, su señora madre decidió trasladarse con su familia a Caracas. Residenciado en la urbanización de El Valle, comienza su vida estudiantil. Es en la escuela donde conoce a quien va a ser su mejor amigo: José Luis Rodríguez «El Puma», con quien va a formar, además de otras amistades, su primer conjunto denominado "Canaima" que estaba destinado a tocar en fiestas y reuniones. Inicia su formación musical estudiando solfeo, trombón y piano en la escuela «José Ángel Lamas». Canta en el programa televisivo «Club del Twist» y luego integra el conjunto de Chelique Sarabia con quien se inicia en la televisión, logrando presentarse en los programas de variedades más conocidos de ese momento entre ellos los conducidos por el músico y compositor Aldemaro Romero, el presentador Alfredo Ledezma y el también productor televisivo Renny Ottolina.
En 1962, conoce a quien sería su primera esposa, Belkys Montero y luego de dos años de noviazgo tiene a su único hijo José Enrique. Sin embargo sus constantes viajes y compromisos artísticos hicieron que esta relación se deteriorara hasta llegar a la separación. Dedicado por entero a su carrera, aunque ya empezaba a ser reconocido, no daba el paso definitivo para convertirse en solista. A raíz de sus presentaciones en el espacio «Cada minuto una estrella» dirigido por el propio Sarabia, este último logra interesar al empresario y músico Renato Capriles para que integre la plantilla de su orquesta "Los Melódicos", en 1966 con la cual grabó algunos temas sencillos en 45 rpm y un disco LP. Posteriormente, renuncia para seguir carrera como solista.
Ese año, conoce a la ex-Miss Venezuela 1965, la modelo María de las Casas McGill con quien inició públicamente una nueva relación. Gracias a los contactos que ella poseía por ser reina de belleza, Cherry Navarro logró ser introducido en medios sociales selectos. Esto le sirvió para que ella en algún momento se convirtiera en su Jefe de Relaciones Públicas y Mercadeo.

### Debut como solista
Gracias a María de las Casas, se consiguió que, mientras Navarro vivía en Madrid en los inicios de su temprana internacionalización, firmara contrato con la disquera transnacional Polydor con la cual grabó su primer álbum que constituyó su consagración como solista, en los estudios de grabación Polydor International Studios en Milán, Italia. Navarro, en su afán de diferenciarse de otros artistas, buscaba las últimas novedades en cuanto al vestuario y la música para mantenerse actualizado. Sus giras a Colombia, México, las islas de las Antillas y España comenzaron a afianzar su imagen y prestigio artístico.

### Fallecimiento
Durante su gira por estos países, descubrió que tardaban en cicatrizar las heridas que se hacía al afeitarse. Aunque esto lo expresó en las cartas a sus conocidos, escritas durante su gira, no le dio mayor importancia a ese inconveniente. A su regreso a Venezuela, después de presentarse nuevamente en el "Show de Renny", como continuaron sus problemas de coagulación sanguínea y tuvo una hemorragia nasal, fue trasladado al Hospital Vargas de Caracas, donde se diagnosticó que padecía aplasia medular y fue hospitalizado para someterle al tratamiento respectivo.
Rápidamente, se inició la búsqueda de un donante compatible para un trasplante de médula ósea para aminorar la rapidez con la cual decaía la salud del intérprete. La persona seleccionada para este trasplante fue su hermano menor, René Navarro Velásquez. Sin embargo, los tratamientos curativos de la época fueron inútiles, ya que su organismo mostró rechazo al trasplante y al cabo de diez días, contados desde su ingreso al centro clínico, falleció el 28 de septiembre de 1967, en pleno auge de su popularidad. La Junta Médica que atendió al cantante, el mismo día de su fallecimiento, emitió un boletín que informó que su muerte se produjo por una complicación cerebrovascular, como consecuencia de la enfermedad que se le diagnosticó.

## Discografía
Se detallan los álbumes en que Cherry Navarro grabó tanto en conjuntos musicales como en calidad de solista durante su corta carrera musical:

#### De estudio
| Año de publicación | Conjunto musical                | Álbum                                                 | Discográfica         | País                 |
| 1962               | Chelique Sarabia                | Chelique, arpa y orquesta                             | Palacio de la Música | Bandera de Venezuela |
| 1963               | Chelique Sarabia                | 1/2 hora con Chelique                                 | Palacio de la Música | Bandera de Venezuela |
| 1963               | Chelique Sarabia                | Canta música de Chelique - El romántico de Venezuela  | Palacio de la Música | Bandera de Venezuela |
| 1964               | Chelique Sarabia                | Cherry Navarro con acompañamiento de Chelique Sarabia | Palacio de la Música | Bandera de Venezuela |
| 1965               | solista                         | Cherry                                                | Velvet               | Bandera de Venezuela |
| 1966               | Los Melódicos                   | Imponiendo el ritmo                                   | Discomoda            | Bandera de Venezuela |
| 1966               | Chelique Sarabia y Aníbal Abreu | El mismo Cherry                                       | Palacio de la Música | Bandera de Venezuela |
| 1967               | solista                         | Aleluya                                               | Polydor              | Bandera de Venezuela |

#### Recopilaciones
| Año de publicación | Conjunto musical | Álbum                                         | Discográfica | País                 |
| 1967               | Los Melódicos    | Recordando a Cherry Navarro con Los Melódicos | Discomoda    | Bandera de Venezuela |
| 1967               | Chelique Sarabia | Lo mejor de Cherry                            | Velvet       | Bandera de Venezuela |
| 1967               | Chelique Sarabia | Cherry…¡pero su voz quedó!                    | Velvet       | Bandera de Venezuela |